# Bietschhorn
De Bietschhorn is een berg in Zwitserland, die tussen het Rhônedal en het Lötschental ligt. Dat is in de Alpen in het kanton Wallis. De Bietschhorn is onderdeel van de Berner Alpen. De Bietschhorn is 3934 m hoog en heeft de bijnaam de koning van Wallis. De Jungfrau-Aletsch, het gebied waar de Bietschhorn in ligt, valt onder het werelderfgoed van de UNESCO.
Het Rhônedal ligt ten zuiden van de Bietschhorn. Daar lopen verschillende dalen, zoals het Bietschtal en het Baltschiedertal, van de Bietschhorn naar het Rhônedal. Aan die kant, waar de zon op staat, was landbouw gedurende eeuwen alleen met houten waterleidingen mogelijk, de Suonen, om de alpenweiden te irrigeren. Ten noorden van de Bietschhorn bevindt zich het Lötschental, dat daar de grens vormt van het Bietschhornmassief.
De Bietschhorn is voor het eerst op 13 augustus 1859 door de Engelsman Leslie Stephen beklommen, samen met de gidsen Joseph Siegen, Johann Siegen en Joseph Ebener. Deze eerste beklimming is beschreven in "The playground of Europe" van Leslie Stephen. Aan de kant van het Lötschental ligt de Bietschhornhütte, van waaruit de meeste beklimmingen van de Bietschhorn beginnen. Aan de zuidkant ligt in het Baltschiedertal de Baltschiederklause op 2783 meter hoog.